# Laggrynnan en Myrgrynnan
Laggrynnan / Myrgrynnan (ook soms Märisbyn) is een langwerpig eiland in de Zweedse Kalixrivier. Ter hoogte van het dorp Månsbyn. Het heeft geen oeververbinding en het is onbebouwd. Het eiland bestaat uit twee voormalige zandplaten (grynnan), die nu aan elkaar gegroeid zijn en voor het grootste deel van het jaar boven het water uitkomen. De zuidelijke rivierstroming is slechts 25 meter breed; de noordelijke 400 meter. Het eiland heeft een oppervlakte van bijna 25 hectare.
Laggrynnan ligt stroomopwaarts ten opzichte van Myrgrynnan. Myrgrynnan staat voor moeraszandplaat.